# Max Julen
Max Julen (Zermatt, 15 marzo 1961) è un ex sciatore alpino svizzero, campione olimpico nello slalom gigante a Sarajevo 1984.

## Biografia
Specialista delle prove tecniche figlio di Martin, a sua volta sciatore alpino, Julen s'affermò nel Circo bianco nella stagione 1981-1982 quando, in slalom gigante, colse il primo piazzamento di rilievo in Coppa del Mondo a Morzine il 9 gennaio (13º), il primo podio dieci giorni più tardi sulla Chuenisbärgli di Adelboden (3º) e partecipò ai Mondiali di Schladming 1982 (13º).
La successiva stagione 1982-1983 fu la sua migliore in Coppa del Mondo: grazie anche a sei podi, tutti in slalom gigante, fu 8º nella classifica generale e 2º in quella di specialità, superato di 7 punti dal vincitore Phil Mahre. Raggiunse tuttavia l'apice della carriera nel 1983-1984, quando - sempre in slalom gigante - vinse la sua unica gara di Coppa del Mondo, il 12 dicembre a Les Diablerets, e la medaglia d'oro nello slalom gigante ai XIV Giochi olimpici invernali di Sarajevo 1984: in quella sua unica partecipazione olimpica non completò invece la prova di slalom speciale.
10º nello slalom gigante dei Mondiali di Bormio 1985, il 10 marzo dello stesso anno ad Aspen salì per l'ultima volta sul podio in Coppa del Mondo, nella medesima specialità (3º). Sul finire della stagione successiva ottenne il suo ultimo piazzamento in carriera, l'8º posto nello slalom gigante di Coppa del Mondo disputato a Lake Placid il 19 marzo 1986; si ritirò l'anno successivo e in seguito partecipò al circuito professionistico nordamericano (Pro Tour).

## Palmarès

### Olimpiadi
- 1 medaglia:
  - 1 oro (slalom gigante a Sarajevo 1984)

### Coppa del Mondo
- Miglior piazzamento in classifica generale: 8º nel 1983
- 11 podi:
  - 1 vittoria
  - 5 secondi posti
  - 5 terzi posti

#### Coppa del Mondo - vittorie
| Data             | Località       | Paese    | Specialità |
| ---------------- | -------------- | -------- | ---------- |
| 12 dicembre 1983 | Les Diablerets | Svizzera | GS         |

Legenda:

GS = slalom gigante

### Campionati svizzeri
- 1 medaglia (dati parziali, dalla stagione 1982-1983):
  - 1 oro (slalom gigante[senza fonte] nel 1983)